# Paulo Vítor
Paulo Vítor Barbosa de Carvalho (né le 7 juin 1957 à Belém au Pará) est un joueur de football international brésilien, qui évoluait au poste de gardien de but.

## Biographie

### Carrière en club
Paulo Vítor évolue pendant sept saisons en faveur du club de Fluminense. Il dispute avec cette équipe plus de 100 matchs en première division brésilienne, remportant un titre de champion du Brésil.

### Carrière en sélection
Paulo Vítor reçoit huit sélections en équipe du Brésil entre 1984 et 1986.
Il figure dans le groupe des sélectionnés lors de la Coupe du monde de 1986. Lors du mondial organisé au Mexique, il officie comme gardien remplaçant et ne joue aucun match.

## Palmarès
| Vila Nova - Championnat du Goiás (1) : - Champion : 1978. |  | Fluminense - Championnat du Brésil (1) : - Champion : 1984. - Championnat de Rio de Janeiro (3) : - Champion : 1983, 1984 et 1985. |  | Coritiba - Championnat du Paraná (1) : - Champion : 1989. |

| Sport Recife - Championnat du Brésil D2 (1) : - Champion : 1990. - Championnat du Pernambouc (1) : - Champion : 1991. |  | Volta Redonda - Coupe Rio (1) : - Champion : 1994. |